# Benedetto Carrara
Benedetto Carrara (Serina, 4 novembre 1955) è un ex fondista italiano.

## Biografia
Nato nel 1955 a Serina, in provincia di Bergamo, a 24 anni ha partecipato ai Giochi olimpici di Lake Placid 1980, nella 30 km, dove ha chiuso 34º con il tempo di 1h34'27"45, e nella staffetta 4x10 km, nella quale ha terminato 6º in 2h01'09"93, insieme a Giulio Capitanio, Maurilio De Zolt e Giorgio Vanzetta.
Ai campionati italiani ha vinto 2 bronzi nella 50 km nel 1981 e 1982, un bronzo nella 30 km nel 1981 e un argento nella 15 km nel 1982.